# Restrictions à la liberté de mouvement des Palestiniens

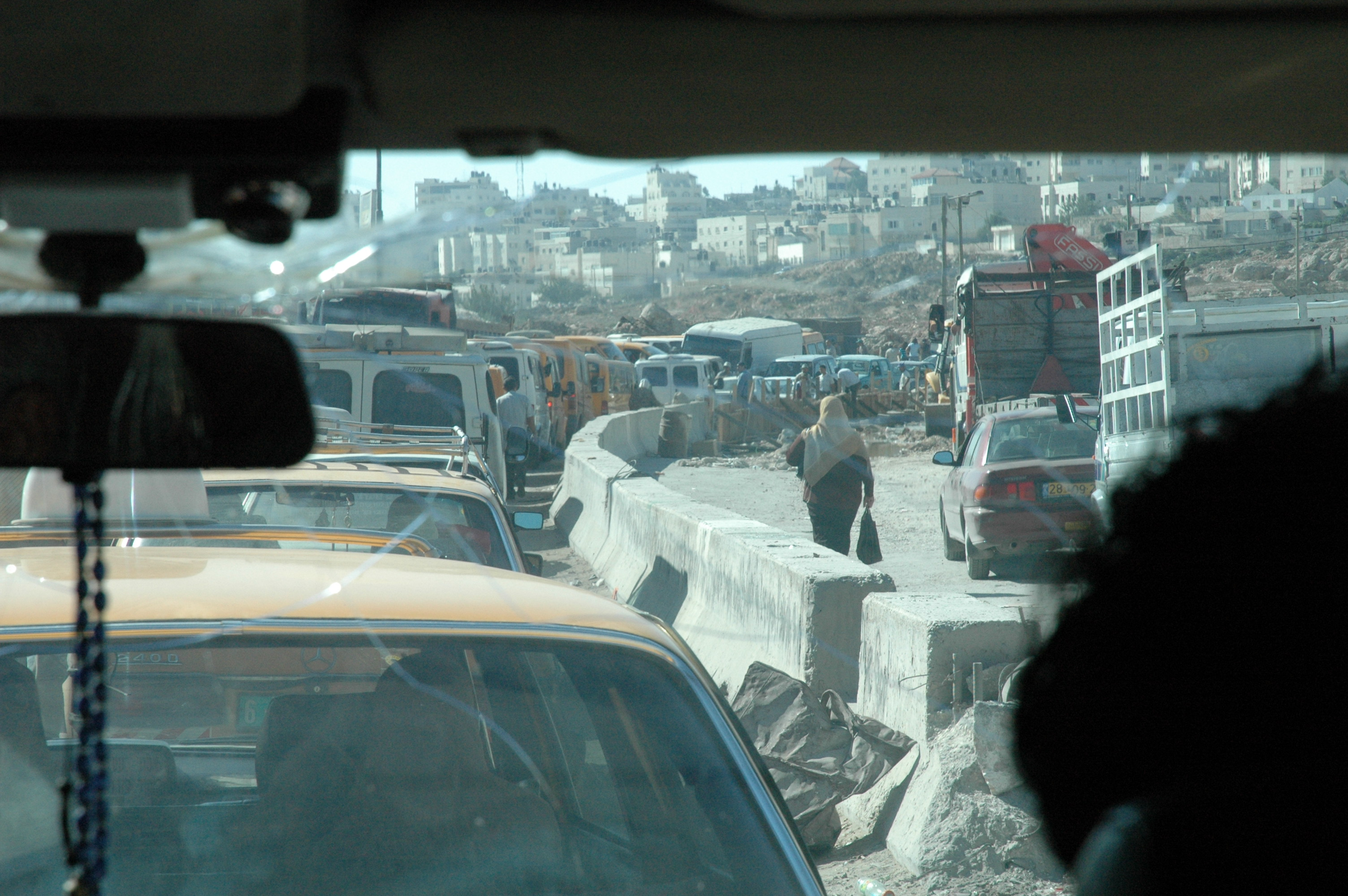
Poste de contrôle de Kalandia, août 2004.

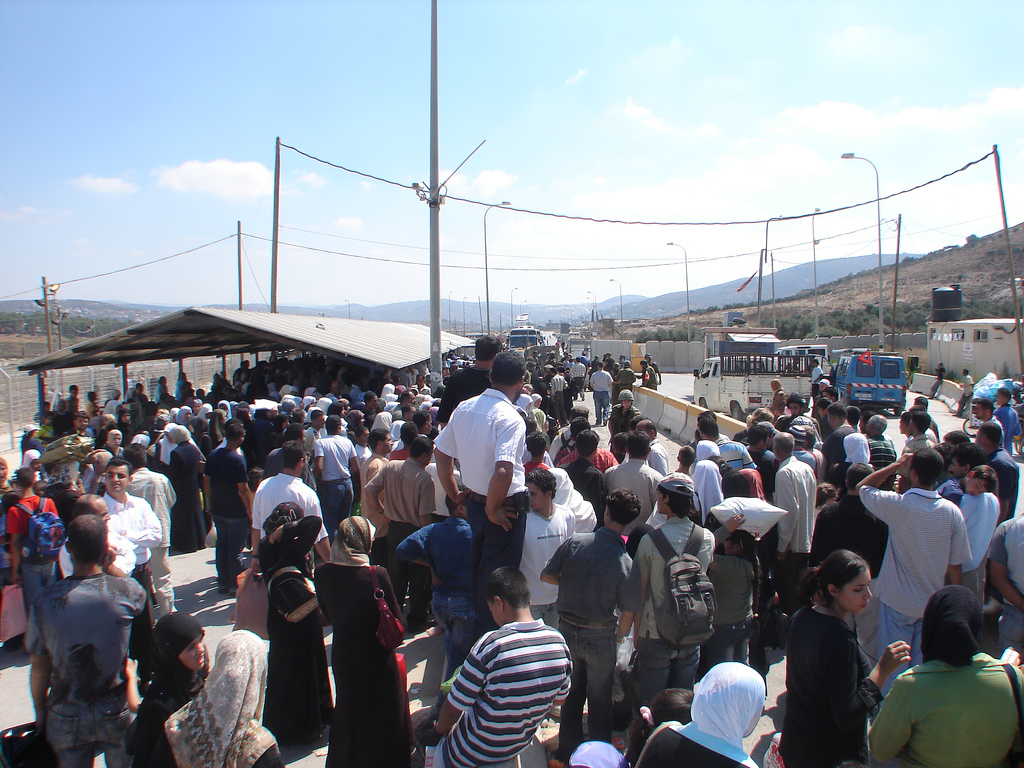
Poste de contrôle de Huwwara, au sud de Naplouse

Les restrictions de déplacement imposées aux citoyens palestiniens dans les territoires sous occupation israélienne représentent un élément significatif du conflit israélo-palestinien. À la suite de la guerre des Six Jours de 1967, des parties des territoires palestiniens occupés ont été désignées unilatéralement par Israël comme des zones militaires à accès restreint.
En 1972, des ordres généraux de déplacement de population sont promulgués par Israël, permettant aux résidents des territoires palestiniens occupés de circuler librement entre la Cisjordanie, Israël et la bande de Gaza. Cependant, à la suite de la Première Intifada en 1991, les ordres généraux de déplacement sont révoqués par Israël, et l'exigence de délivrance de permis de déplacement personnels est instaurée. Une mesure de confinement global des territoires est mise en place pour la première fois en 1993, selon les rapports de B'Tselem. Cette mesure conduit à des fermetures complètes des zones.
Au cours de la seconde moitié des années 1990, marquée par la signature des accords d'Oslo et la division, par Israël, de la Cisjordanie et de la bande de Gaza en trois entités administratives distinctes, les contraintes relatives à la liberté de mouvement des Palestiniens demeurent essentiellement inchangées. Les périodes de blocage complet imposées à la suite du déclenchement de la Seconde intifada entraînent une quasi-paralysie des déplacements des Palestiniens, aussi bien à l'intérieur d'Israël qu'entre la Cisjordanie et la bande de Gaza, une situation qui perdure pendant plusieurs mois.
Ultérieurement, Israël consent à autoriser un nombre limité de déplacements de Palestiniens sur son territoire, principalement dans les situations liées à la réalisation de soins médicaux, de transactions commerciales et à d'autres besoins essentiels. De même, un quota restreint de travailleurs palestiniens se voit accorder le droit d'exercer leur emploi en Israël. Cette situation perdura jusqu'en 2010.
Il convient de souligner qu'Israël maintint ponctuellement des mesures de blocage intégral, annulant les permis de déplacement en réponse à des "actes de violence" perpétrés par des Palestiniens ou en conjonction avec les périodes de vacances israéliennes. Israël justifie ces restrictions en arguant de la nécessité de protéger la sécurité des citoyens israéliens résidant sur le territoire d'Israël ainsi que dans les colonies israéliennes,.
Israël exerce un contrôle strict sur la liberté de mouvement des Palestiniens en Cisjordanie par le biais d'un réseau de points de contrôle, à la fois permanents, temporaires et aléatoires. De plus, la construction de la barrière de séparation israélienne, ainsi que l'interdiction d'accès aux routes pour les Palestiniens, constituent des mesures supplémentaires mises en œuvre pour réglementer et restreindre leurs déplacements.
Un rapport de la Banque mondiale de 2007 conclue que la Cisjordanie « is experiencing severe and expanding restrictions on movement and access, high levels of unpredictability and a struggling economy » (« connaît des restrictions sévères et croissantes en matière de mouvement et d'accès, des niveaux élevés d'imprévisibilité et une économie en difficulté »). Les barrières physiques non surveillées, utilisées pour entraver la circulation sur les routes et les sentiers, comprennent une variété d'éléments tels que des monticules de terre, des blocs de béton, des grosses pierres, des barricades, des fossés, ainsi que des portails métalliques. Il convient de noter que ces entraves physiques peuvent être sujettes à des modifications fréquentes, en fonction des circonstances politiques et sécuritaires prévalant dans la région.
Selon les déclarations des autorités israéliennes, une période significative de réduction des points de contrôle s'est déroulée entre 2008 et 2009. En juillet 2009, le gouvernement israélien a rapporté la suppression de 27 points de contrôle et de 140 barrages routiers, une mesure qui visait à alléger les restrictions de sécurité en Cisjordanie. Cette mesure s'accompagne de l'ouverture à la circulation de 140 barrages routiers supplémentaires au cours de l'année 2008. Ainsi, en 2009, la Cisjordanie comptait un total de 504 barrages routiers en terre battue, accompagnés de 14 postes de contrôle.

## Contexte

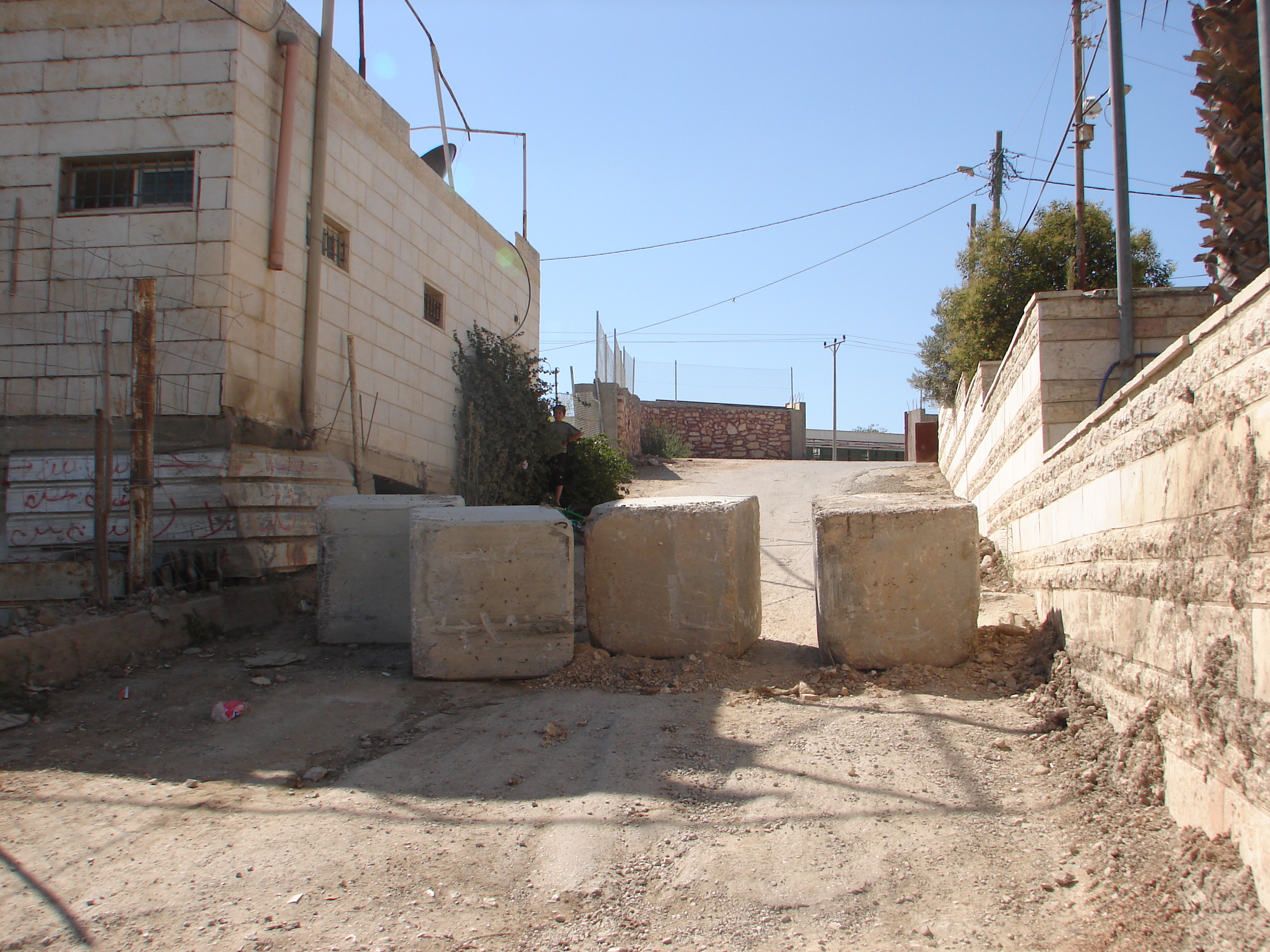
Des barrages routiers en ciment d'un mètre carré sont utilisés pour restreindre l'accès. juillet 2006

La poursuite de l'occupation israélienne des territoires palestiniens, conjuguée à l'expansion des colonies israéliennes, y compris à Gaza jusqu'en 2005, a contribué à l'exacerbation des tensions entre les communautés palestinienne et israélienne. En particulier, au cours de la Seconde Intifada en 2000, qui s'est déclenchée en réaction aux attaques palestiniennes visant à la fois des militaires et des civils israéliens, Israël a renforcé ses contrôles aux frontières. Un système exhaustif de contraintes régissant la liberté de déplacement des Palestiniens en Cisjordanie a été élaboré. Ce système comprend des entraves d'ordre physique, telles que les points de contrôle, les barrages routiers et la barrière de séparation israélienne, en plus de restrictions d'ordre administratif, comprenant les routes interdites, les exigences de délivrance de permis, ainsi que des limitations liées à l'âge. Depuis la prise de la bande de Gaza par le Hamas en 2007, Israël a instauré un blocus intégral sur cette région. Ce blocus se traduit par des restrictions substantielles concernant les importations, les zones de pêche, ainsi que la libre circulation des biens et des individus entre la bande de Gaza et la Cisjordanie.
La limitation méthodique de la liberté de déplacement des Palestiniens est fréquemment désignée sous les appellations de « Israeli Closure Policy » (« politique de fermeture israélienne »),,  ou de « policy of separation between the Gaza Strip and the West Bank » (« politique de séparation entre la bande de Gaza et la Cisjordanie »). La politique de blocage est instaurée à l'encontre de la population palestinienne en tant que mesure collective, exerçant un impact significatif sur les déplacements à l'intérieur de certaines zones des Territoires Palestiniens Occupés (TPO), entre la Cisjordanie et Gaza, entre les TPO et Israël, ainsi qu'entre les TPO et le reste du globe. Alors qu’Israël contrôle directement les frontières entre Israël et les TPO, il contrôle indirectement les frontières avec l’Égypte et la Jordanie via les dispositions de l’ « Agreement on Movement and Access » (« Accord sur les déplacements et l’accès ») et du traité de paix israélo-jordanien.

## Histoire
À la suite des hostilités de la Guerre des Six Jours de 1967, l'armée israélienne a édicté l'Ordre militaire no 1, déclarant la Cisjordanie et la bande de Gaza comme des zones militaires soumises à des restrictions d'accès. En 1972, des décrets généraux autorisant la sortie ont été promulgués, offrant aux résidents de la Cisjordanie et de la bande de Gaza la liberté de quitter ces territoires et de circuler entre la bande de Gaza et la Cisjordanie. Les Palestiniens ont également été accordés le droit de se rendre en Israël, y compris à Jérusalem-Est, à la suite de son annexion par Israël. Il était toutefois stipulé que les Palestiniens ne pouvaient être présents en Israël entre 1h00 et 5h00 du matin. En juin 1989, une première restriction substantielle des ordres de sortie a été mise en œuvre, concomitamment aux premières manifestations de la Première Intifada. Israël a instauré un système de carte magnétique, restreignant l'accès à son territoire aux seuls individus munis d'une telle carte en provenance de la bande de Gaza. Les cartes magnétiques n'étaient pas octroyées aux individus libérés de détention, aux anciens détenus administratifs, ou à ceux ayant été détenus puis relâchés sans qu'aucune charge ne soit retenue à leur encontre.
En 1991, au cours de la guerre du Golfe, les ordres généraux de sortie furent révoqués, instaurant une nouvelle orientation politique qui imposait à chaque résident l'obtention d'un permis de sortie individuel pour pénétrer sur le territoire israélien. Initialement, la plupart des Palestiniens pouvaient accéder régulièrement à Israël, bénéficiant de nombreux permis d'une durée relativement étendue émis par les autorités israéliennes. Toutefois, progressivement, la politique israélienne relative aux permis se durcit. S'inscrivant dans le cadre de la politique de bouclage permanent, les résidents de la bande de Gaza se trouvèrent dans l'obligation d'obtenir un permis de sortie personnel afin de voyager vers Israël ou la Cisjordanie.
En mars 1993, Israël instaura un bouclage généralisé de la bande de Gaza, renforcé par l'établissement de nouveaux points de contrôle. Cette politique de bouclage global découla du décès de neuf civils israéliens et de six membres des forces de sécurité, tragédie attribuée à des résidents palestiniens des territoires palestiniens. Israël avança que de telles mesures de restriction contribueraient à garantir la sécurité des citoyens israéliens tout en atténuant la violence politique palestinienne. Amal Jamal, professeur de sciences politiques à l'Université de Tel Aviv, postula que cette politique a été utilisée comme « a political weapon to force Palestinians into accepting short-term economic improvements over long-term territorial and political solutions » (« une arme politique pour forcer les Palestiniens à accepter des améliorations économiques à court terme plutôt que des solutions territoriales et politiques à long terme »).
En septembre 2000, l'avènement de la Seconde Intifada engendra la mise en place par Israël de bouclages et de restrictions importantes régissant les déplacements des Palestiniens. À partir d'octobre 2000, Israël imposa un bouclage intégral de la bande de Gaza. En 2005, conformément au plan de désengagement de la bande de Gaza, les résidents israéliens des colonies de Gush Katif furent évacués, marquant la cessation de toutes les restrictions israéliennes sur les déplacements internes. En 2007, à la suite de la prise de contrôle de la bande de Gaza par le Hamas, Israël et l'Égypte ont instauré un blocus majeur, entraînant la fermeture des frontières de la bande de Gaza. Israël intensifia davantage le blocus en réponse aux tirs de roquettes du Hamas en direction d'Israël. Cette mesure restreint la libre circulation des individus vers Israël et d'autres régions des territoires palestiniens. Selon B'Tselem, les restrictions actuelles imposées par Israël aux déplacements des Palestiniens, mises en œuvre depuis le début de la Seconde Intifada, sont les plus strictes mises en œuvre jusqu'à présent par Israël.

## Restriction de mouvement en Cisjordanie
L'organisation israélienne de défense des droits, B'Tselem, a qualifié d'illégaux et assimilé à une punition collective les points de contrôle et les barrages routiers physiques implantés en Cisjordanie. Selon B'Tselem, l'objectif initial de répondre aux "menaces spécifiques à la sécurité" s'est transformé en une facilitation sécurisée du déplacement des colons sur les routes réservées aux Palestiniens. De nombreuses restrictions transgressant le principe de proportionnalité, sont ainsi considérées comme illégales. Les barrages routiers fractionnent la Cisjordanie en six sections difficilement connectées. Ils compliquent l'accès des Palestiniens aux services médicaux, entravent leurs déplacements vers le lieu de travail, limitent le transport de biens, et rendent ardue la visite de leurs proches. Le ministère israélien de la Justice a affirmé que ces barrages avaient été érigés pour protéger les citoyens israéliens à la suite d'une série prolongée d'attentats-suicides et d'attaques perpétrés par des militants palestiniens. Selon le ministère, ces dispositifs ont prévenu des centaines d'incidents de cette nature.

### Barrages routiers et monticules de terre

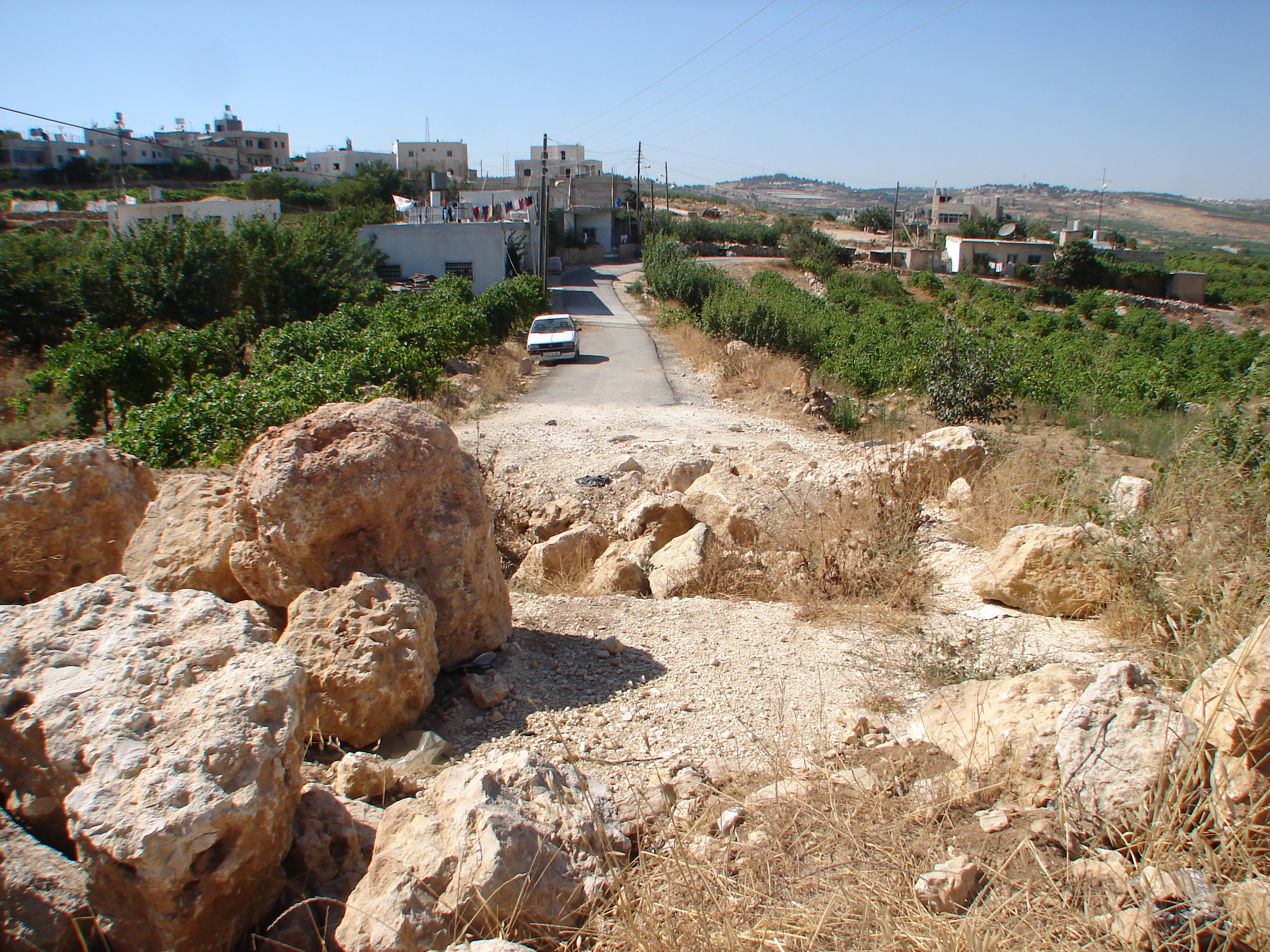
Monticules de terre

Les barrages routiers et les monticules de terre sont des installations conçues pour entraver la circulation, fréquemment employées afin de diriger le flux de circulation palestinien vers les points de contrôle israéliens. Les barrages routiers se composent généralement de blocs de béton d'environ un mètre cube, tandis que les monticules de terre consistent en des amas de débris, de terre et de roches. De manière alternative, des tranchées sont utilisées pour réguler le déplacement des véhicules, ou des barrières métalliques sont déployées pour restreindre l'accès.

### Points de contrôle

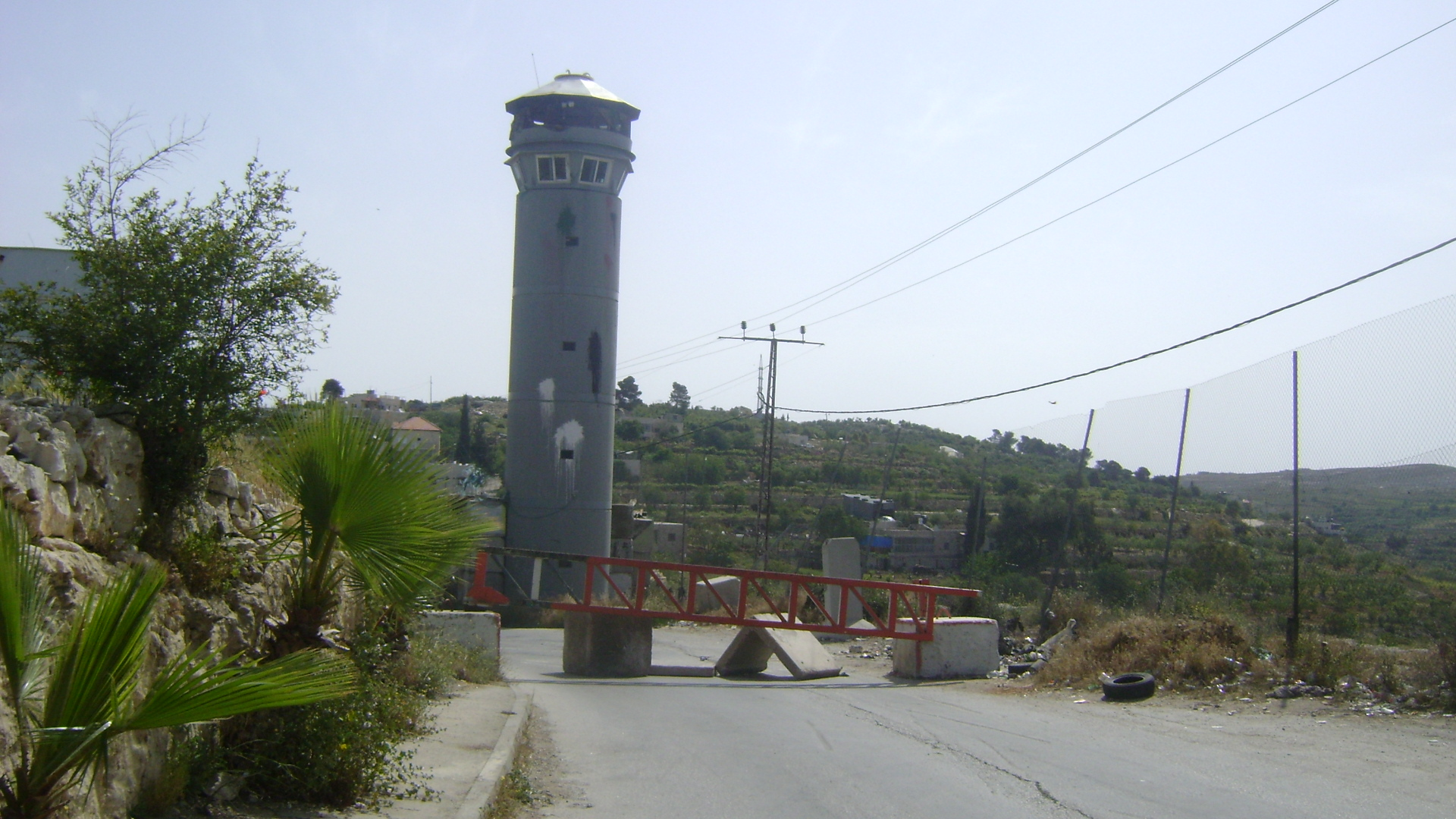
Barrage routier à Beit Ummar, 2010

Selon les informations fournies par B'Tselem, en septembre 2013, la Cisjordanie recensait un total de 99 points de contrôle fixes, auxquels s'ajoutaient 174 points de contrôle volants, mis en place de manière imprévisible. En août 2013, le décompte faisait état de 288 postes de contrôle volants. Par ailleurs, à la fin de l'année 2012, le Bureau de la coordination des affaires humanitaires (BCAH) enregistrait une moyenne mensuelle d'approximativement 532 entraves physiques, comprenant particulièrement des barrages routiers, des monticules de terre, des murs de terre, des barrières routières, des barricades et des tranchées.

#### Points de contrôle en Cisjordanie

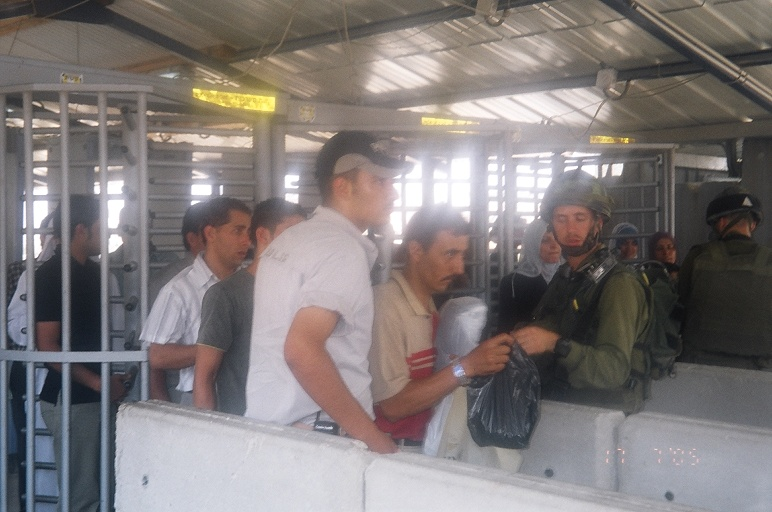
Poste de contrôle de Huwwara, juillet 2005

La plupart des points de contrôle sont déployés par Israël dans le dessein déclaré de réguler les déplacements internes des Palestiniens, avec pour objectif avoué de renforcer la sécurité des citoyens israéliens et d'entraver le passage de personnes mal intentionnées. Selon les données de B'Tselem au 31 août 2009, l'armée israélienne opérait 60 points de contrôle permanents en Cisjordanie, dont 18 dans la ville d'Hébron. Parmi eux, 28 étaient régulièrement pourvus en personnel, certains fonctionnant 24 heures sur 24, d'autres pendant la journée seulement, et d'autres encore durant quelques heures spécifiques par jour. Selon B'Tselem, les points de contrôle permanents représentent la restriction la plus sévère à la liberté de mouvement des Palestiniens, ces derniers étant soumis à des vérifications souvent entraînant des retards prolongés. À certains points de contrôle, l'accès est strictement réservé aux Palestiniens munis d'un permis spécial, les autres se voyant refuser le passage par les soldats en service.
De nombreux points de contrôle restreignent l'accès exclusivement aux Palestiniens répondant à des critères spécifiques liés au sexe et à l'âge. Les chiffres du Bureau des Nations Unies pour la coordination des affaires humanitaires (BCHA) indiquent qu'il y a eu en moyenne 65 points de contrôle aléatoires en Cisjordanie chaque semaine entre septembre 2008 et fin mars 2009.

#### Points de contrôle entre Israël et la Cisjordanie
Il existe 39 points de contrôle permanents, surveillés et fonctionnant 24 heures sur 24, jouant le rôle de points de contrôle finaux entre la Cisjordanie et Israël. Bien que la juridiction de l'État d'Israël soit limitée aux terres à l'intérieur de la Ligne verte, selon B'tselem, la majorité de ces points de contrôle est située en Cisjordanie, souvent à plusieurs kilomètres de la Ligne verte.
La barrière de séparation israélienne compte 63 portes, dont la moitié sont accessibles aux Palestiniens ; cependant, ces derniers doivent être en possession d'un permis pour traverser. Selon les informations fournies par B'tselem, les portes destinées aux Palestiniens ne sont ouvertes que pendant quelques heures chaque jour.

#### Mauvaise conduite du personnel aux points de contrôle
L'avocat général militaire des Forces de défense israéliennes, le général de division Menachem Finkelstein, a émis une déclaration devant la commission de la Constitution, de la justice et du droit de la Knesset. Dans celle-ci, il a signalé l'existence de nombreuses plaintes concernant le mauvais traitement et l'humiliation de Palestiniens par les troupes en poste aux points de contrôle. Finkelstein a indiqué que le nombre élevé de plaintes avait suscité une attention particulière. Il a souligné que l'ampleur des doléances nécessitait une enquête afin de déterminer si le comportement répréhensible découlait d'une charge de travail excessive imposée aux soldats des Forces de défense israéliennes affectés aux points de contrôle.
Un soldat israélien a été relevé de ses fonctions et incarcéré pendant deux semaines pour avoir refusé le passage d'une Palestinienne enceinte en cours d'accouchement. La femme a été contrainte d'accoucher au poste de contrôle, résultant en une fausse couche.

### Atténuation des restrictions
À certaines occasions, des annonces d'assouplissements des restrictions ont été faites. En 2008, les Forces de défense israéliennes (Tsahal) ont indiqué avoir éliminé les passages à niveau, 140 barrages routiers et huit points de contrôle centraux, avec pour objectif déclaré d'améliorer la liberté de mouvement de la population civile palestinienne en Judée, Samarie et dans la vallée du Jourdain. En juillet 2009, les autorités israéliennes ont annoncé la suppression de 27 points de contrôle et de 140 barrages routiers additionnels. Effectivement, entre avril 2009 et fin mars 2010, Tsahal a mis en œuvre une série de mesures visant à améliorer la liberté de mouvement, notamment par la suppression d'obstacles. Toutefois, il a été constaté qu'aucune amélioration significative n'a été réalisée en ce qui concerne l'accès aux zones situées derrière la barrière. En raison de définitions divergentes, Tsahal rapporte un nombre d'obstacles moindre que le Bureau de la coordination des affaires humanitaires.

### Division de la Cisjordanie
Selon B'Tselem, la Cisjordanie a été divisée en six localités distinctes par les restrictions imposées par Israël : le Nord, le Centre, le Sud, la vallée du Jourdain, le nord de la Mer Morte, les enclaves créées par la barrière de séparation israélienne et Jérusalem-Est. Les déplacements entre ces régions sont difficiles et constituent une occurrence exceptionnelle, exigeant une justification des autorités, impliquant des délais considérables et des dépenses parfois importantes. Selon un rapport de la Banque mondiale de 2007 intitulé « Restrictions de mouvement et d'accès en Cisjordanie » : « In the West Bank, closure is implemented through an agglomeration of policies, practices and physical impediments which have fragmented the territory into ever smaller and more disconnected cantons » (« En Cisjordanie, le bouclage est mis en œuvre par le biais d'une agglomération de politiques, de pratiques et d'obstacles physiques qui ont fragmenté le territoire en cantons de plus en plus petits et déconnectés »).
Selon Said Zeedani, les points de contrôle israéliens entravent considérablement la mobilité des Palestiniens, tant entre la Cisjordanie et la bande de Gaza que de Jérusalem-Est vers Gaza et vers l'extérieur du territoire. Il souligne que ces points de contrôle rendent extrêmement difficile pour les Palestiniens de se déplacer même d'une ville à une autre ou d'un village à un autre au sein d'une même zone ou région.

### Barrière de séparation israélienne et zone de jonction
Pour un article plus général, voir Barrière de séparation israélienne.

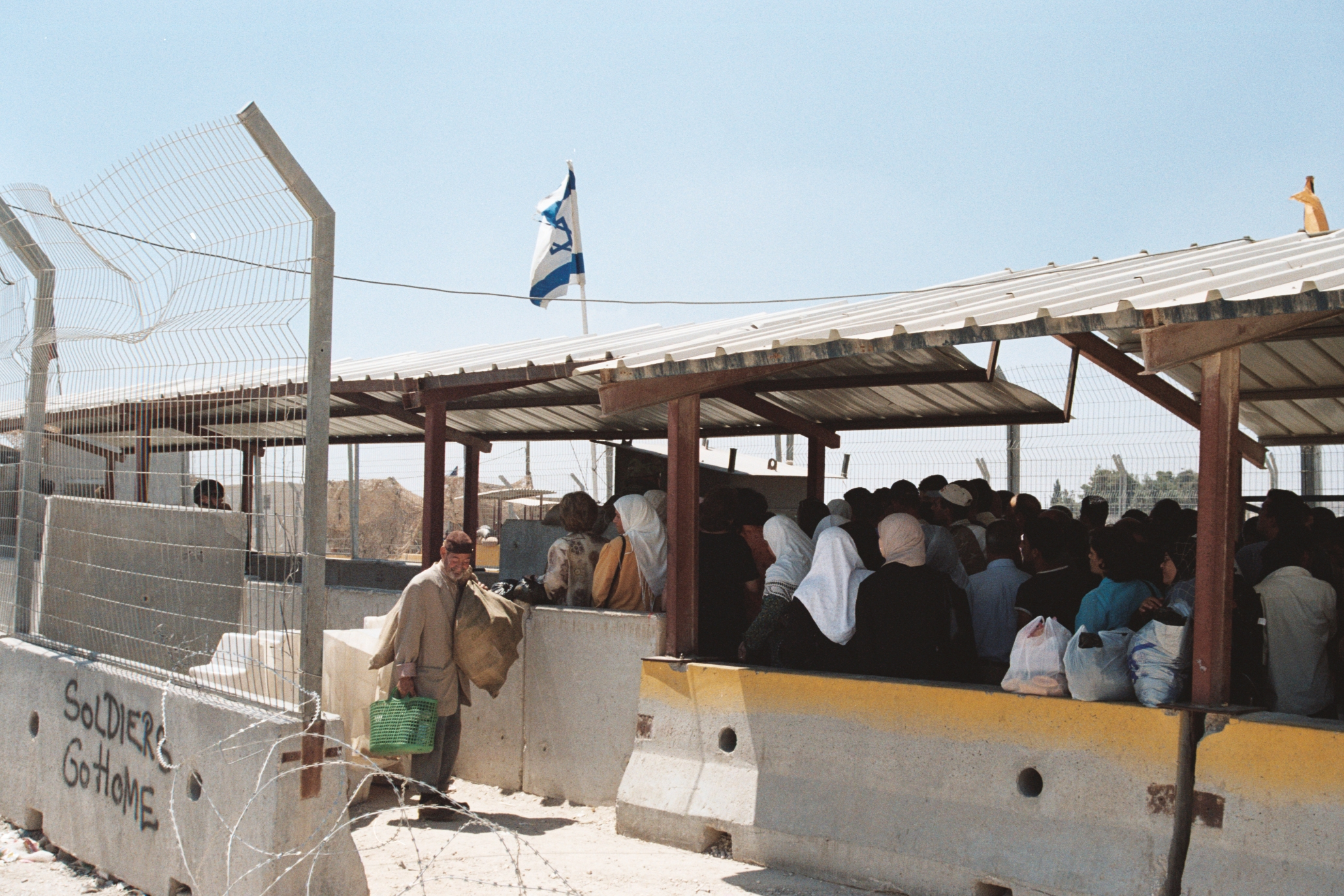
Le point de contrôle de Kalandia entre Jérusalem et Ramallah est connu comme un lieu fréquent de tensions entre les manifestants palestiniens et les forces de sécurité israéliennes

La barrière de séparation israélienne constitue le principal obstacle à la liberté de mouvement des Palestiniens. La zone située entre la barrière et la Ligne verte est communément désignée sous le nom de "Seam Zone" (zone de jonction). Cette région abrite de nombreuses oliveraies, et bien qu'Israël ait instauré des "portes saisonnières" dans la barrière et délivré des permis aux agriculteurs, la production d'olives a été entravée par le manque d'accès continu accordé aux agriculteurs palestiniens tout au long de l'année.
Le rapport de l'ONU publié en août 2005 a noté que l'existence de la barrière « replaced the need for closures: movement within the northern West Bank, for example, is less restrictive where the Barrier has been constructed. Physical obstacles have also been removed in Ramallah and Jerusalem governorates where the Barrier is under construction » (« remplaçait la nécessité de fermetures : les déplacements dans le nord de la Cisjordanie, par exemple, sont moins restrictifs là où la barrière a été construite. Les obstacles physiques ont également été supprimés à Ramallah et dans les gouvernorats de Jérusalem où la barrière est en construction »). Le rapport indique que davantage de liberté de mouvement dans les zones rurales pourrait faciliter l'accès des Palestiniens aux hôpitaux et aux écoles, mais souligne également que les restrictions de déplacement entre les centres de population urbains n'ont pas significativement évolué.

### Fermeture de la Cisjordanie
Pendant les périodes de fermeture, tous les permis de voyage délivrés aux résidents de Cisjordanie pour traverser la Ligne verte sont suspendus, qu'ils soient destinés au travail, au commerce ou à des soins médicaux. En 2006, il y a eu 122 jours de fermeture, tandis qu'en 2005, ce chiffre s'élevait à 132 jours. De telles fermetures de la Cisjordanie sont fréquentes lors des fêtes religieuses juives.
Des manifestations ont eu lieu à un point de contrôle sur la route reliant le lieu saint chrétien de Bethléem à Jérusalem. Les Palestiniens chrétiens se plaignaient du fait qu'ils voulaient se rendre à l'église de Jérusalem pour célébrer le jour saint chrétien du dimanche des Rameaux, mais qu'ils en ont été empêchés par le régime de sécurité israélien. Les manifestants chrétiens ont été rejoints par des musulmans et des Palestiniens athées.

### Routes interdites

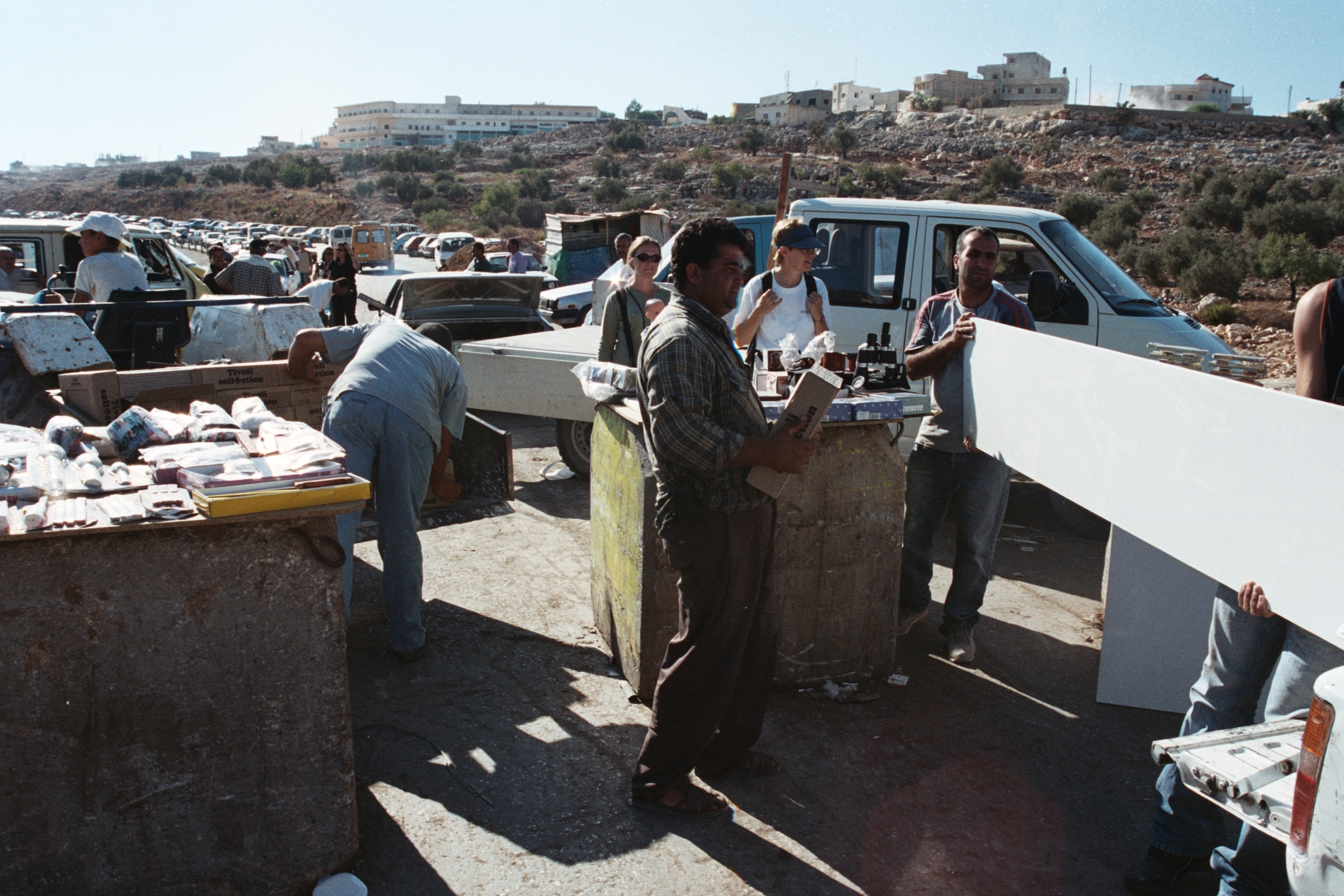
Palestiniens transportant des marchandises d’un côté à l’autre d’un barrage routier, 2004.

Israël a restreint l'accès des Palestiniens à certaines routes en Cisjordanie, les classant exclusivement, ou pratiquement exclusivement, pour l'usage des Israéliens, en particulier des colons. Les Palestiniens se voient même interdire de circuler en véhicule sur certaines de ces routes, limitant ainsi leur accès aux voies non interdites de l'autre côté. Ils sont contraints de traverser ces routes à pied. Les restrictions de déplacement imposées aux Palestiniens reposent sur des "ordres verbaux" donnés aux soldats.
En 2007, B'Tselem a recensé environ 312 kilomètres de routes principales en Cisjordanie qui étaient interdites ou limitées aux véhicules immatriculés par des Palestiniens. En 2013, cette distance a été réduite à environ 67 kilomètres,.
En 2004, Israël a proposé la construction d'un réseau routier séparé en Cisjordanie pour les Palestiniens, parallèle aux principales autoroutes, financé par les pays donateurs. Il remplacerait les routes principales auxquelles les Forces de défense israéliennes empêchent les Palestiniens d'accéder. Les pays donateurs financeraient la construction de tunnels et de ponts, la modernisation des routes secondaires existantes et la création de nouvelles routes, pour un total d'environ 500 kilomètres de routes. Le Conseil de sécurité nationale israélien a présenté ce nouveau réseau routier comme une solution à la fermeture interne imposée aux Palestiniens. Le réseau offrirait une "contiguïté des transports" pour les Palestiniens et une contiguïté territoriale entre les colonies et Israël. Les Palestiniens ont rejeté la proposition israélienne "parce qu'elle perpétuerait les colonies et consoliderait un régime d'apartheid".

#### Route 443
Le professeur David Kretzmer, qui enseigne le droit constitutionnel et le droit international à l'Université hébraïque de Jérusalem et à la Faculté de droit de Ramat Gan, a vivement critiqué la fermeture de la Route 443 aux Palestiniens dans le journal Haaretz,,,,,.
En 2009, la Haute Cour de justice d'Israël a accepté la pétition de l'Association pour les droits civils en Israël contre un ordre de l'armée israélienne interdisant aux Palestiniens de circuler sur l'autoroute 443. Le jugement devait entrer en vigueur cinq mois après sa publication, permettant ainsi aux Palestiniens d'utiliser la route pour la première fois depuis octobre 2000, date à laquelle elle avait été fermée à la suite du déclenchement de la seconde intifada.

### Liberté de circulation des citoyens israéliens
Les citoyens israéliens ne sont pas autorisés à entrer dans la zone A (entièrement contrôlée par l'Autorité palestinienne), et il leur est déconseillé d'entrer dans la zone B. Les citoyens israéliens bénéficient de la liberté de mouvement dans la zone C et sur toutes les principales routes de la Cisjordanie qui relient les colonies israéliennes entre elles et à Israël.

## Mouvement entre Gaza et la Cisjordanie
Sous les Accords d'Oslo, la Cisjordanie et la bande de Gaza sont reconnues « as a single territorial unit, whose integrity will be preserved during the interim period » (« comme une entité territoriale unique, dont l'intégrité sera préservée pendant la période intérimaire »). Cependant, Israël a modifié cette position et considère désormais la Cisjordanie et la bande de Gaza comme "deux zones distinctes et différentes".
Les résidents de Gaza ne sont autorisés à se rendre en Cisjordanie que dans des cas humanitaires exceptionnels, principalement pour des raisons médicales urgentes, à l'exception notable des motifs matrimoniaux. En revanche, les déplacements de la Cisjordanie vers Gaza sont conditionnés à l'engagement de la personne à se relocaliser définitivement à Gaza. La facilité avec laquelle Israël facilite le passage pour les résidents de Cisjordanie souhaitant se relocaliser définitivement à Gaza suscite des interrogations de la part d'organisations telles que HaMoked et B'Tselem, soulevant la question de savoir si les considérations déclarées par Israël dissimulent des préoccupations démographiques potentiellement illégitimes.
En 2013, un scanner de conteneurs avancé a été installé au point de passage de Kerem Shalom afin de permettre la reprise des importations et des exportations depuis la bande de Gaza, tout en répondant aux préoccupations sécuritaires d'Israël. Cependant, Israël refuse d'utiliser le scanner pour les exportations vers la Cisjordanie, car, selon ses propres termes, « for security reasons, Israel wants to isolate the West Bank from the Gaza Strip, and allowing goods from the Strip into the West Bank would contradict this policy » (« pour des raisons de sécurité, Israël souhaite isoler la Cisjordanie de la bande de Gaza, et autoriser l'entrée de marchandises de la bande de Gaza en Cisjordanie contredirait cette politique »),. Le scanner a coûté plusieurs millions d'euros et a été offert à l'Autorité palestinienne par le gouvernement néerlandais.

### Passage sûr entre Gaza et la Cisjordanie
Afin de faciliter la libre circulation entre Gaza et la Cisjordanie, un "Passage Sûr" a été créé. Dès le 4 mai 1994, Israël et l'OLP sont convenus de trois itinéraires de passage sûr entre Gaza et Jéricho,. En attendant les négociations sur le statut permanent, le 5 octobre 1999, Israël et l'OLP ont signé un protocole visant à établir un "passage sûr" temporaire sous contrôle israélien. Cependant, ce protocole n'a jamais été pleinement mis en œuvre, et le Passage Sûr n'a fonctionné que pendant moins d'un an, de octobre 1999 jusqu'à l'éclatement de la Seconde Intifada en septembre 2000. Cela a contraint les Palestiniens à voyager via l'Égypte et la Jordanie, rendant le trajet, normalement une conduite de quelques heures, coûteux (coûtant des milliers de shekels), prolongeant sa durée sur plusieurs jours, et les rendant dépendants des autorités égyptiennes et jordaniennes. En principe, les habitants de Gaza étaient interdits d'utiliser la frontière de passage Jordanie-Cisjordanie dans tous les cas.
Après la fin de l'Intifada, en novembre 2005, Israël et l'Autorité palestinienne ont signé l'Accord sur le Mouvement et l'Accès, qui prévoyait également la réinstauration d'un passage sûr, qui ne s'est jamais concrétisé. Après la formation d'un gouvernement de l'AP dirigé par le Hamas en mars 2006, Israël et le Quartet ont imposé des sanctions contre l'AP, comprenant des restrictions israéliennes sur les déplacements transfrontaliers. À la suite de la prise de contrôle de la bande de Gaza par le Hamas en juin 2007, Israël a instauré un blocus de la bande de Gaza.

## Mouvement entre Gaza et Israël
Les citoyens résidant dans la bande de Gaza sont uniquement autorisés à entrer en Israël dans des circonstances humanitaires exceptionnelles. Depuis l'année 2008, leur présence permanente ou prolongée en territoire israélien est interdite même en ayant un conjoint israélien. Les ressortissants israéliens désirant rendre visite à leur conjoint résidant à Gaza doivent obtenir une autorisation temporaire, généralement valable pour quelques mois. Par ailleurs, les Israéliens ne peuvent visiter leurs parents au premier degré établis à Gaza que dans des situations qualifiées de spécifiquement humanitaires.

## Blocus de la bande de Gaza
Pour un article plus général, voir Blocus de la bande de Gaza.
Les Forces de défense israéliennes ont évacué la bande de Gaza le 1er septembre 2005, conformément au plan de désengagement de la bande de Gaza. Subséquemment, un accord relatif aux déplacements et à l'accès (AMA) entre Israël et l'Autorité palestinienne fut conclu en novembre 2005 dans le dessein d'améliorer la mobilité et l'activité économique des habitants de la bande de Gaza. Conformément à ses dispositions, le point de passage de Rafah avec l'Égypte devait être rouvert, sous la surveillance conjointe de l'Autorité nationale palestinienne et de l'Union européenne. L'accès était restreint aux individus porteurs d'une carte d'identité palestinienne, sauf dérogation accordée, sous le régime de la surveillance israélienne, aux ressortissants étrangers appartenant à des catégories spécifiques,.
En juin 2007, le Hamas a pris le contrôle de la bande de Gaza, évinçant les responsables du Fatah. À la suite de cette prise de pouvoir, l'Égypte et Israël ont largement fermé leurs postes frontaliers avec Gaza. Cette mesure a été justifiée par le fait que le Fatah avait quitté la région, entraînant une absence de sécurité du côté palestinien.
Selon B'Tselem, le blocus imposé à Gaza a eu des conséquences néfastes sur l'économie de la région, entravant considérablement le commerce palestinien entre la Cisjordanie et la bande de Gaza. Israël a imposé des restrictions significatives à la zone de pêche le long de la côte de Gaza, privant les Palestiniens de l'accès à 85 % des zones maritimes qui leur avaient été attribuées dans le cadre de l'accord Gaza-Jéricho de 1994,. Les pêcheurs font face à des attaques, et leurs embarcations sont fréquemment saisies.

## Aéroports et ports maritimes de Gaza
Israël refuse d'autoriser l'exploitation des aéroports et des ports maritimes à Gaza, ce qui constitue une violation des accords ultérieurs conclus entre Israël et les Palestiniens. L'aéroport de Gaza, financé par des pays donateurs, a été détruit par des bombardements et des bulldozers israéliens. De même, un projet de port maritime à Gaza, entamé en 2000, a été anéanti par l'armée israélienne quelques mois seulement après le commencement des travaux.

## Impact sur les soins médicaux
Les Palestiniens malades et blessés nécessitant des soins médicaux d'urgence sont mis en danger par les restrictions de mouvement imposées par Israël. Les habitants des villages et des régions périphériques doivent obtenir des permis pour se rendre dans les hôpitaux situés dans les régions centrales. L'obtention de ces permis est difficile et nécessite des documents médicaux attestant de la maladie ainsi qu'une confirmation que l'hôpital est le seul établissement où le traitement est disponible, ainsi que la date et l'heure du rendez-vous.
Selon B'Tselem, même s'ils possèdent un permis valide, les Palestiniens malades doivent emprunter des routes longues, sinueuses et mal entretenues, et sont souvent retardés pendant de longues périodes aux points de contrôle (checkpoints). S'ils nécessitent des soins médicaux de nuit, ils doivent attendre l'ouverture des checkpoints le jour. Certaines communautés palestiniennes sont empêchées d'utiliser leurs voitures ou ambulances, obligeant les malades à se rendre à pied aux hôpitaux. En 2007, B'Tselem a documenté cinq cas où des Palestiniens malades ou blessés sont décédés après avoir été retardés à un checkpoint. Les hôpitaux palestiniens en Cisjordanie ont des difficultés à fonctionner en raison des retards dans l'arrivée des médecins et du personnel, causés par les restrictions de mouvement. Cela a empêché le développement de l'expertise médicale dans le système de santé palestinien, le personnel étant empêché de suivre des formations continues et les étudiants étant empêchés de se rendre à l'université.
Selon le directeur de programme, le colonel Triber Bezalel, l'armée israélienne (IDF) emploie des officiers humanitaires à divers checkpoints :
« [to] provide an understanding, helping hand to the Palestinians. Their job is to make life easier for those who cross the borders. To assist women who are holding babies and children, aid the elderly and sick and provide an open ear to Palestinian professionals who have special problems. These are Israel's ambassadors to our Palestinian neighbors and they perform brilliantly. » (« [pour] fournir une compréhension et un coup de pouce aux Palestiniens. Leur travail consiste à faciliter la vie de ceux qui traversent les frontières. Ils assistent les femmes avec des bébés et des enfants, aident les personnes âgées et malades et prêtent une oreille attentive aux professionnels palestiniens ayant des problèmes particuliers. Ce sont les ambassadeurs d'Israël auprès de nos voisins palestiniens et ils accomplissent leur mission brillamment. »)

### Traitement des femmes enceintes
Obtenir des soins médicaux est particulièrement problématique pour les femmes palestiniennes enceintes sur le point d'accoucher, car la date de l'accouchement est largement imprévisible, tandis que les permis accordés ne sont valables qu'un ou deux jours, comme c'est le cas pour la plupart des personnes malades. Les femmes doivent donc constamment renouveler leurs permis, et par conséquent, dans certains cas, des mères ont commencé le travail et ont accouché aux checkpoints parce qu'elles n'avaient pas de permis à jour. En 2007, cinq de ces accouchements ont eu lieu aux checkpoints israéliens. Entre les années 2000 et 2006, plus de 68 femmes palestiniennes ont accouché aux checkpoints israéliens, selon les statistiques du ministère palestinien de la Santé. Parmi elles, 35 ont fait une fausse couche et cinq sont mortes en couches.

## Effets économiques
Selon B'Tselem, les restrictions de mouvement mises en place par Israël depuis la seconde intifada sont généralement considérées comme une des principales raisons de la détérioration de l'économie palestinienne et de l'augmentation du chômage et de la pauvreté parmi les Palestiniens en Cisjordanie.
Toujours selon B'Tselem, des dizaines de milliers de Palestiniens ont perdu leur emploi en Israël à la suite de la fermeture de la Cisjordanie initiée par Israël au début de la seconde intifada. Avant cette fermeture, 110 000 Palestiniens étaient employés en Israël et dans les colonies, ce nombre ayant été considérablement réduit en fonction du nombre de permis qu'Israël décide d'accorder aux Palestiniens.
Les checkpoints et les restrictions à l'intérieur de la Cisjordanie rendent difficile pour les Palestiniens de se rendre à leur lieu de travail et pour les marchandises d'être transportées là où elles sont nécessaires. Cela a augmenté les coûts de transport et a donc conduit à des profits plus bas pour les entreprises opérant dans ces territoires. Les restrictions ont rendu le commerce entre différentes parties de la Cisjordanie inefficace, coûteux et erratique, ce qui a fragmenté l'économie de la Cisjordanie en marchés locaux plus petits. L'agriculture et le tourisme sont deux secteurs qui ont été grandement endommagés par les restrictions de mouvement.
Selon B'Tselem, les importateurs et exportateurs palestiniens ont été particulièrement touchés par les restrictions israéliennes sur le commerce. Les fabricants palestiniens qui nécessitent l'importation de matières premières ont également rencontré des difficultés, et l'économie palestinienne est fortement dépendante du commerce extérieur.
Un rapport de la Banque mondiale conclut : « Tant que les restrictions israéliennes sur l'accès aux terres et aux ressources en eau et sur la circulation resteront en place, et que la majorité de la Cisjordanie restera en grande partie inaccessible aux investissements économiques palestiniens, le climat d'investissement demeurera défavorable et les opportunités commerciales bien en deçà de leur potentiel. »

## Légalité des restrictions
Le droit à la liberté de circulation à l'intérieur des États est en effet reconnu à l'article 13 de la Déclaration universelle des droits de l'homme, adoptée par l'Assemblée générale des Nations unies en 1948.
B'Tselem soutient que les conséquences des restrictions sur la situation économique de la population palestinienne sont tellement graves qu'elles enfreignent les droits garantis par le Pacte international relatif aux droits économiques, sociaux et culturels, en particulier le droit à un niveau de vie décent, le droit à une alimentation, un habillement et un logement satisfaisants, ainsi que le droit d'atteindre le meilleur état de santé physique et mentale possible.
B'Tselem soutient également que les restrictions imposées aux Palestiniens malades, blessés et enceintes cherchant des soins médicaux urgents contreviennent au droit international qui stipule que les professionnels de la santé et les personnes malades doivent se voir accorder un passage ouvert.

### Tribunal israélien
La Cour suprême israélienne a entériné la position d'Israël, soutenant son droit d'entraver la libre circulation des individus à travers son territoire depuis la bande de Gaza pour des motifs de sécurité. Selon Amira Hass, cette politique contredit l'un des principes fondamentaux des accords d'Oslo, lequel stipule que Gaza et la Cisjordanie forment une entité géographique indivisible.